# Andrew Jackson Caldwell

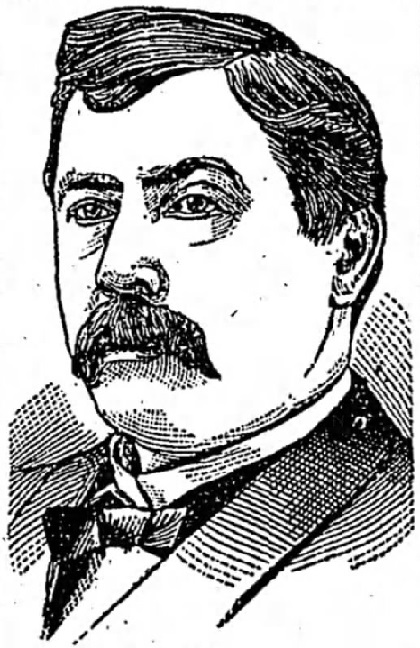
Andrew Jackson Caldwell, 1886

Andrew Jackson Caldwell (* 22. Juli 1837 in Montevallo, Shelby County, Alabama; † 22. November 1906 in Nashville, Tennessee) war ein US-amerikanischer Politiker. Zwischen 1883 und 1887 vertrat er den Bundesstaat Tennessee im US-Repräsentantenhaus.

## Werdegang
Im Jahr 1844 kam Andrew Caldwell mit seinen Eltern nach Tennessee, wo sich die Familie in der Nähe von Nashville niederließ. Er besuchte die öffentlichen Schulen seiner neuen Heimat und das Franklin College, das er im Jahr 1854 absolvierte. Zwischen 1854 und 1857 arbeitete Caldwell als Lehrer in Nashville; anschließend zog er nach Trenton. Damals begann er ein Jurastudium, das er aber zunächst nicht beendete, weil er während des Bürgerkrieges als Soldat im Heer der Konföderation diente. Nach dem Krieg beendete er sein Jurastudium. Nach seiner Zulassung als Rechtsanwalt im Jahr 1867 begann er in Nashville in seinem neuen Beruf zu arbeiten. Zwischen 1870 und 1878 war er Bezirksstaatsanwalt im Davidson County und im Rutherford County.
Politisch war Caldwell Mitglied der Demokratischen Partei. Zwischen 1880 und 1882 saß er als Abgeordneter im Repräsentantenhaus von Tennessee. Bei den Kongresswahlen des Jahres 1882 wurde er im sechsten Wahlbezirk von Tennessee in das US-Repräsentantenhaus in Washington, D.C. gewählt, wo er am 4. März 1883 die Nachfolge von John Ford House antrat. Nach einer Wiederwahl konnte er bis zum 3. März 1887 zwei Legislaturperioden im Kongress absolvieren. 1886 verzichtete Caldwell auf eine weitere Kandidatur. In den folgenden Jahren praktizierte er wieder als Anwalt. Er starb am 22. November 1906 in Nashville.